# WTA Tour 2010
Dette er en oversigt og turneringer på Sony Ericsson WTA Tour 2010 

## Turneringskvalifikationer
| Grand Slam events                 |
| Year-end championships            |
| WTA Premier Mandatory tournaments |
| WTA Premier 5 tournaments         |
| WTA Premier tournaments           |
| WTA International tournaments     |
| Team events                       |

### Januar
| Dato                | Turnering | Mester                                             | Runners-up                           | Semifinalist                        | Kvartfinalist                                                            |
| ------------------- | --- | -------------------------------------------------- | ------------------------------------ | ----------------------------------- | ------------------------------------------------------------------------ |
| 4 Januar            | Brisbane International Brisbane, Australien WTA International tournaments $220,000 – Hard – 32S/32Q/16D Singles Draw – Double Lodtrækning      | Kim Clijsters 6–3, 4–6, 7–6(6)                     | Justine Henin                        | Andrea Petkovic Ana Ivanović        | Lucie Šafářová Daniela Hantuchová Anastasia Pavlyuchenkova Melinda Czink |
| 4 Januar            | Brisbane International Brisbane, Australien WTA International tournaments $220,000 – Hard – 32S/32Q/16D Singles Draw – Double Lodtrækning      | Andrea Hlaváčková Lucie Hradecká 2–6, 7–6(3), 10–4 | Melinda Czink Arantxa Parra Santonja | Andrea Petkovic Ana Ivanović        | Lucie Šafářová Daniela Hantuchová Anastasia Pavlyuchenkova Melinda Czink |
| 4 Januar            | ASB Classic Auckland, New Zealand WTA International tournaments $220,000 – Hard – 32S/32Q/16D Single Lodtrækning – Doubles Draw                | Yanina Wickmayer 6–3, 6–2                          | Flavia Pennetta                      | Francesca Schiavone Shahar Pe'er    | Dominika Cibulková Alizé Cornet Kimiko Date Krumm Maria Kirilenko        |
| 4 Januar            | ASB Classic Auckland, New Zealand WTA International tournaments $220,000 – Hard – 32S/32Q/16D Single Lodtrækning – Doubles Draw                | Cara Black Liezel Huber 7–6(4), 6–2                | Natalie Grandin Laura Granville      | Francesca Schiavone Shahar Pe'er    | Dominika Cibulková Alizé Cornet Kimiko Date Krumm Maria Kirilenko        |
| 11 Januar           | Medibank International Sydney Sydney, Australien WTA Premier tournaments $600,000 – Hard – 30S/32Q/16D Singles Draw – Doubles Draw             | Elena Dementieva 6–3, 6–2                          | Serena Williams                      | Aravane Rezaï Victoria Azarenka     | Vera Dushevina Flavia Pennetta Dominika Cibulková Dinara Safina          |
| 11 Januar           | Medibank International Sydney Sydney, Australien WTA Premier tournaments $600,000 – Hard – 30S/32Q/16D Singles Draw – Doubles Draw             | Cara Black Liezel Huber 6–1, 3–6, 10–3             | Tathiana Garbin Nadia Petrova        | Aravane Rezaï Victoria Azarenka     | Vera Dushevina Flavia Pennetta Dominika Cibulková Dinara Safina          |
| 11 Januar           | Moorilla Hobart International Hobart, Australien WTA International tournaments $220,000 – Hard – 32S/32Q/16D Single lodtrækning – Doubles Draw | Alona Bondarenko 6–2, 6–4                          | Shahar Pe'er                         | Anabel Medina Garrigues Sara Errani | Gisela Dulko Zheng Jie Kirsten Flipkens Carla Suárez Navarro             |
| 11 Januar           | Moorilla Hobart International Hobart, Australien WTA International tournaments $220,000 – Hard – 32S/32Q/16D Single lodtrækning – Doubles Draw | Chuang Chia-jung Květa Peschke 3–6, 6–3, 10–7      | Chan Yung-jan Monica Niculescu       | Anabel Medina Garrigues Sara Errani | Gisela Dulko Zheng Jie Kirsten Flipkens Carla Suárez Navarro             |
| 18 Januar 25 Januar | Australian Open Melbourne, Australien Grand Slam A$21,400,000 – Hard – 128S/96Q/64D/32X Singles Draw – Doubles Draw – Mixed Doubles Draw       | Serena Williams 6–4, 3–6, 6–2                      | Justine Henin                        | Li Na Zheng Jie                     | Victoria Azarenka Venus Williams Nadia Petrova Maria Kirilenko           |
| 18 Januar 25 Januar | Australian Open Melbourne, Australien Grand Slam A$21,400,000 – Hard – 128S/96Q/64D/32X Singles Draw – Doubles Draw – Mixed Doubles Draw       | Serena Williams Venus Williams 6–4, 6–3            | Cara Black Liezel Huber              | Li Na Zheng Jie                     | Victoria Azarenka Venus Williams Nadia Petrova Maria Kirilenko           |
| 18 Januar 25 Januar | Australian Open Melbourne, Australien Grand Slam A$21,400,000 – Hard – 128S/96Q/64D/32X Singles Draw – Doubles Draw – Mixed Doubles Draw       | Cara Black Leander Paes 7–5, 6–3                   | Ekaterina Makarova Jaroslav Levinský | Li Na Zheng Jie                     | Victoria Azarenka Venus Williams Nadia Petrova Maria Kirilenko           |

### Februar
| Dato       | Tournering | Mester                                                                                  | Runners-up                                | Semifinalist                           | Kvartfinalist                                                              |
| ---------- | --- | --------------------------------------------------------------------------------------- | ----------------------------------------- | -------------------------------------- | -------------------------------------------------------------------------- |
| 1 Februar  | Fed Cup: First Round Kharkiv, Ukraine, Hard (i) Brno, Czech Republic, Hard (i) Belgrade, Serbien, Hard (i) Lievin, France, Clay (i)                   | First Round winners Skabelon:Fed 4–1 Skabelon:Fed 3–2 Skabelon:Fed 3–2 Skabelon:Fed 4–1 | First Round losers Skabelon:Fed           |                                        |                                                                            |
| 8 Februar  | Open GDF Suez Paris, France WTA Premier tournaments $700,000 – Hard (i) – 30S/32Q/16D Singles Draw – Doubles Draw                                     | Elena Dementieva 6–7(5), 6–1, 6–4                                                       | Lucie Šafářová                            | Melanie Oudin Flavia Pennetta          | Andrea Petkovic Ágnes Szávay Shahar Pe'er Tathiana Garbin                  |
| 8 Februar  | Open GDF Suez Paris, France WTA Premier tournaments $700,000 – Hard (i) – 30S/32Q/16D Singles Draw – Doubles Draw                                     | Iveta Benešová Barbora Záhlavová-Strýcová Walkover                                      | Cara Black Liezel Huber                   | Melanie Oudin Flavia Pennetta          | Andrea Petkovic Ágnes Szávay Shahar Pe'er Tathiana Garbin                  |
| 8 Februar  | PTT Pattaya Open Pattaya City, Thailand WTA International tournaments $220,000 – Hard – 32S/16Q/16D Singles Draw – Doubles Draw                       | Vera Zvonareva 6–4, 6–4                                                                 | Tamarine Tanasugarn                       | Yaroslava Shvedova Sesil Karatantcheva | Sybille Bammer Tatjana Malek Ekaterina Bychkova Anna Chakvetadze           |
| 8 Februar  | PTT Pattaya Open Pattaya City, Thailand WTA International tournaments $220,000 – Hard – 32S/16Q/16D Singles Draw – Doubles Draw                       | Marina Erakovic Tamarine Tanasugarn 7–5, 6–1                                            | Anna Chakvetadze Ksenia Pervak            | Yaroslava Shvedova Sesil Karatantcheva | Sybille Bammer Tatjana Malek Ekaterina Bychkova Anna Chakvetadze           |
| 15 Februar | Barcleys Dubai Tennis Championships Dubai, United Arab Emirates WTA Premier 5 tournaments $2,000,000 – Hard – 56S/32Q/28D Singles Draw – Doubles Draw | Venus Williams 6–3, 7–5                                                                 | Victoria Azarenka                         | Shahar Pe'er Agnieszka Radwańska       | Li Na Anastasia Pavlyuchenkova Vera Zvonareva Regina Kulikova              |
| 15 Februar | Barcleys Dubai Tennis Championships Dubai, United Arab Emirates WTA Premier 5 tournaments $2,000,000 – Hard – 56S/32Q/28D Singles Draw – Doubles Draw | Nuria Llagostera Vives María José Martínez Sánchez 7–6(5), 6–4                          | Květa Peschke Katarina Srebotnik          | Shahar Pe'er Agnieszka Radwańska       | Li Na Anastasia Pavlyuchenkova Vera Zvonareva Regina Kulikova              |
| 15 Februar | Cellular South Cup Memphis, United States WTA International tournaments $220,000 – Hard (i) – 32S/32Q/16D Singles Draw – Doubles Draw                 | Maria Sharapova 6–2, 6–1                                                                | Sofia Arvidsson                           | Petra Kvitová Anne Keothavong          | Elena Baltacha Kaia Kanepi Karolina Šprem Melanie Oudin                    |
| 15 Februar | Cellular South Cup Memphis, United States WTA International tournaments $220,000 – Hard (i) – 32S/32Q/16D Singles Draw – Doubles Draw                 | Vania King Michaëlla Krajicek 7–5, 6–2                                                  | Bethanie Mattek-Sands Meghann Shaughnessy | Petra Kvitová Anne Keothavong          | Elena Baltacha Kaia Kanepi Karolina Šprem Melanie Oudin                    |
| 15 Februar | Copa BBVA-Colsanitas Bogotá, Colombia WTA International tournaments $220,000 – Clay (Red) – 32S/32Q/16D Singles Draw – Doubles Draw                   | Mariana Duque Mariño 6–4, 6–3                                                           | Angelique Kerber                          | Gisela Dulko Arantxa Parra Santonja    | Sandra Záhlavová Pauline Parmentier Sara Errani Klára Zakopalová           |
| 15 Februar | Copa BBVA-Colsanitas Bogotá, Colombia WTA International tournaments $220,000 – Clay (Red) – 32S/32Q/16D Singles Draw – Doubles Draw                   | Gisela Dulko Edina Gallovits 6–2, 7–6(6)                                                | Olga Savchuk Anastasiya Yakimova          | Gisela Dulko Arantxa Parra Santonja    | Sandra Záhlavová Pauline Parmentier Sara Errani Klára Zakopalová           |
| 22 Februar | Abierto Mexicano Telcel Acapulco, Mexico WTA International tournaments $220,000 – Clay (Red) – 32S/32Q/16D Singles Draw – Doubles Draw                | Venus Williams 2–6, 6–2, 6–3                                                            | Polona Hercog                             | Edina Gallovits Carla Suárez Navarro   | Laura Pous Tió Sharon Fichman Gisela Dulko Ágnes Szávay                    |
| 22 Februar | Abierto Mexicano Telcel Acapulco, Mexico WTA International tournaments $220,000 – Clay (Red) – 32S/32Q/16D Singles Draw – Doubles Draw                | Polona Hercog Barbora Záhlavová-Strýcová 2–6, 6–1, 10–2                                 | Sara Errani Roberta Vinci                 | Edina Gallovits Carla Suárez Navarro   | Laura Pous Tió Sharon Fichman Gisela Dulko Ágnes Szávay                    |
| 22 Februar | Malaysian Open Kuala Lumpur, Malaysia WTA International tournaments $220,000 – Hard (i) – 32S/32Q/16D Singles Draw – Doubles Draw                     | Alisa Kleybanova 6–3, 6–2                                                               | Elena Dementieva                          | Sybille Bammer Ayumi Morita            | Magdaléna Rybáriková Chang Kai-chen Anastasia Rodionova Chanelle Scheepers |
| 22 Februar | Malaysian Open Kuala Lumpur, Malaysia WTA International tournaments $220,000 – Hard (i) – 32S/32Q/16D Singles Draw – Doubles Draw                     | Chan Yung-jan Zheng Jie 6–7(4), 6–2, 10–7                                               | Anastasia Rodionova Arina Rodionova       | Sybille Bammer Ayumi Morita            | Magdaléna Rybáriková Chang Kai-chen Anastasia Rodionova Chanelle Scheepers |

### Marts
| Dato              | Turnering | Mester                                                   | Runners-up                     | Semifinalist                            | Kvartfinalist                                                           |
| ----------------- | --- | -------------------------------------------------------- | ------------------------------ | --------------------------------------- | ----------------------------------------------------------------------- |
| 1 Marts           | Monterrey Open Monterrey, Mexico WTA International tournaments $220,000 – Hard – 32S/32Q/16D Singles Draw – Doubles Draw                         | Anastasia Pavlyuchenkova 1–6, 6–1, 6–0                   | Daniela Hantuchová             | Anastasija Sevastova Dominika Cibulková | Alizé Cornet Klára Zakopalová Ágnes Szávay Vania King                   |
| 1 Marts           | Monterrey Open Monterrey, Mexico WTA International tournaments $220,000 – Hard – 32S/32Q/16D Singles Draw – Doubles Draw                         | Iveta Benešová Barbora Záhlavová-Strýcová 3–6, 6–4, 10–8 | Anna-Lena Grönefeld Vania King | Anastasija Sevastova Dominika Cibulková | Alizé Cornet Klára Zakopalová Ágnes Szávay Vania King                   |
| 8 Marts 15 Marts  | BNP Paribas Open Indian Wells, United States WTA Premier Mandatory tournaments $4,500,000 – Hard – 96S/48Q/32D Single Lodtrækning – Doubles Draw | Jelena Janković 6–2, 6–4                                 | Caroline Wozniacki             | Samantha Stosur Agnieszka Radwańska     | Alisa Kleybanova María José Martínez Sánchez Elena Dementieva Zheng Jie |
| 8 Marts 15 Marts  | BNP Paribas Open Indian Wells, United States WTA Premier Mandatory tournaments $4,500,000 – Hard – 96S/48Q/32D Single Lodtrækning – Doubles Draw | Květa Peschke Katarina Srebotnik 6–4, 2–6, 10–5          | Nadia Petrova Samantha Stosur  | Samantha Stosur Agnieszka Radwańska     | Alisa Kleybanova María José Martínez Sánchez Elena Dementieva Zheng Jie |
| 22 Marts 29 Marts | Sony Ericsson Open Miami, United States WTA Premier Mandatory tournaments $4,500,000 – Hard – 96S/48Q/32D Singles Draw – Doubles Draw            | Kim Clijsters 6–2, 6–1                                   | Venus Williams                 | Marion Bartoli Justine Henin            | Yanina Wickmayer Agnieszka Radwańska Samantha Stosur Caroline Wozniacki |
| 22 Marts 29 Marts | Sony Ericsson Open Miami, United States WTA Premier Mandatory tournaments $4,500,000 – Hard – 96S/48Q/32D Singles Draw – Doubles Draw            | Gisela Dulko Flavia Pennetta 6–3, 4–6, 10–7              | Nadia Petrova Samantha Stosur  | Marion Bartoli Justine Henin            | Yanina Wickmayer Agnieszka Radwańska Samantha Stosur Caroline Wozniacki |

### April
| Dato     | Turnering | Mester                                              | Runners-up                           | Semifinalist                            | Kvartfinalist                                                               |
| -------- | --- | --------------------------------------------------- | ------------------------------------ | --------------------------------------- | --------------------------------------------------------------------------- |
| 5 April  | MPS Group Championships Ponte Vedra Beach, United States WTA International tournaments $220,000 – Clay (Green) – 32S/32Q/16D Singles Draw – Doubles Draw    | Caroline Wozniacki 6–2, 7–5                         | Olga Govortsova                      | Elena Vesnina Dominika Cibulková        | Anastasia Pavlyuchenkova Melanie Oudin Aleksandra Wozniak Varvara Lepchenko |
| 5 April  | MPS Group Championships Ponte Vedra Beach, United States WTA International tournaments $220,000 – Clay (Green) – 32S/32Q/16D Singles Draw – Doubles Draw    | Bethanie Mattek-Sands Yan Zi 4–6, 6–4, 10–8         | Chuang Chia-jung Peng Shuai          | Elena Vesnina Dominika Cibulková        | Anastasia Pavlyuchenkova Melanie Oudin Aleksandra Wozniak Varvara Lepchenko |
| 5 April  | Andalucia Tennis Experience Marbella, Spain WTA International tournaments $220,000 – Clay (Red) – 32S/32Q/16D Singles Draw – Doubles Draw                   | Flavia Pennetta 6–2, 4–6, 6–3                       | Carla Suárez Navarro                 | María José Martínez Sánchez Sara Errani | Victoria Azarenka Tatjana Malek Beatriz García Vidagany Simona Halep        |
| 5 April  | Andalucia Tennis Experience Marbella, Spain WTA International tournaments $220,000 – Clay (Red) – 32S/32Q/16D Singles Draw – Doubles Draw                   | Sara Errani Roberta Vinci 6–4, 6–2                  | Maria Kondratieva Yaroslava Shvedova | María José Martínez Sánchez Sara Errani | Victoria Azarenka Tatjana Malek Beatriz García Vidagany Simona Halep        |
| 12 April | Family Circle Cup Charleston, United States WTA Premier tournaments $700,000 – Clay (Green) – 56S/32Q/16D Singles Draw – Doubles Draw                       | Samantha Stosur 6–0, 6–3                            | Vera Zvonareva                       | Caroline Wozniacki Daniela Hantuchová   | Nadia Petrova Melanie Oudin Peng Shuai Jelena Janković                      |
| 12 April | Family Circle Cup Charleston, United States WTA Premier tournaments $700,000 – Clay (Green) – 56S/32Q/16D Singles Draw – Doubles Draw                       | Liezel Huber Nadia Petrova 6–3, 6–4                 | Vania King Michaëlla Krajicek        | Caroline Wozniacki Daniela Hantuchová   | Nadia Petrova Melanie Oudin Peng Shuai Jelena Janković                      |
| 12 April | Barcelona Ladies Open Barcelona, Spain WTA International tournaments $220,000 – Clay (Red) – 32S/32Q/16D Singles Draw – Doubles Draw                        | Francesca Schiavone 6–1, 6–1                        | Roberta Vinci                        | Yaroslava Shvedova Alexandra Dulgheru   | Carla Suárez Navarro Iveta Benešová Arantxa Parra Santonja Timea Bacsinszky |
| 12 April | Barcelona Ladies Open Barcelona, Spain WTA International tournaments $220,000 – Clay (Red) – 32S/32Q/16D Singles Draw – Doubles Draw                        | Sara Errani Roberta Vinci 6–1, 3–6, 10–2            | Timea Bacsinszky Tathiana Garbin     | Yaroslava Shvedova Alexandra Dulgheru   | Carla Suárez Navarro Iveta Benešová Arantxa Parra Santonja Timea Bacsinszky |
| 19 April | Fed Cup: Semifinals Rome, Italy, Clay (Red) Birmingham, Alabama, United States, Hard(i)                                                                     | Semifinal winners Skabelon:Fed 5–0 Skabelon:Fed 3–2 | Semifinal losers Skabelon:Fed        |                                         |                                                                             |
| 26 April | Porsche Tennis Grand Prix Stuttgart, Germany WTA Premier tournaments $700,000 – Clay (Red) (i) – 32S/32Q/16D Singles Draw – Doubles Draw                    | Justine Henin 6–4, 2–6, 6–1                         | Samantha Stosur                      | Anna Lapushchenkova Shahar Pe'er        | Lucie Šafářová Li Na Jelena Janković Dinara Safina                          |
| 26 April | Porsche Tennis Grand Prix Stuttgart, Germany WTA Premier tournaments $700,000 – Clay (Red) (i) – 32S/32Q/16D Singles Draw – Doubles Draw                    | Gisela Dulko Flavia Pennetta 3–6, 7–6(3), 10–5      | Květa Peschke Katarina Srebotnik     | Anna Lapushchenkova Shahar Pe'er        | Lucie Šafářová Li Na Jelena Janković Dinara Safina                          |
| 26 April | Grand Prix SAR La Princesse Lalla Meryem Fez (by)Fez, Morocco WTA International tournaments $220,000 – Clay (Red) – 32S/32Q/16D Singles Draw – Doubles Draw | Iveta Benešová 6–4, 6–2                             | Simona Halep                         | Alizé Cornet Renata Voráčová            | Anne Keothavong Laura Pous Tió Angelique Kerber Patty Schnyder              |
| 26 April | Grand Prix SAR La Princesse Lalla Meryem Fez (by)Fez, Morocco WTA International tournaments $220,000 – Clay (Red) – 32S/32Q/16D Singles Draw – Doubles Draw | Iveta Benešová Anabel Medina Garrigues 6–3, 6–1     | Lucie Hradecká Renata Voráčová       | Alizé Cornet Renata Voráčová            | Anne Keothavong Laura Pous Tió Angelique Kerber Patty Schnyder              |

### Maj
| Week of       | Tournament | Champions                                           | Runners-up                                         | Semifinalists                      | Quarterfinalists                                                      |
| ------------- | --- | --------------------------------------------------- | -------------------------------------------------- | ---------------------------------- | --------------------------------------------------------------------- |
| 3 Maj         | Internazionali BNL d'Italia Rome, Italy WTA Premier 5 tournaments $2,000,000 – Clay (Red) – 56S/32Q/28D Singles Draw – Doubles Draw           | María José Martínez Sánchez 7–6(5), 7–5             | Jelena Janković                                    | Serena Williams Ana Ivanović       | Maria Kirilenko Venus Williams Nadia Petrova Lucie Šafářová           |
| 3 Maj         | Internazionali BNL d'Italia Rome, Italy WTA Premier 5 tournaments $2,000,000 – Clay (Red) – 56S/32Q/28D Singles Draw – Doubles Draw           | Gisela Dulko Flavia Pennetta 6–4, 6–2               | Nuria Llagostera Vives María José Martínez Sánchez | Serena Williams Ana Ivanović       | Maria Kirilenko Venus Williams Nadia Petrova Lucie Šafářová           |
| 3 Maj         | Estoril Open Estoril, Portugal WTA International tournaments $220,000 – Clay (Red) – 32S/32Q/16D Singles Draw – Doubles Draw                  | Anastasija Sevastova 6–2, 7–5                       | Arantxa Parra Santonja                             | Peng Shuai Sorana Cîrstea          | Anastasia Rodionova Anabel Medina Garrigues Jarmila Groth Arantxa Rus |
| 3 Maj         | Estoril Open Estoril, Portugal WTA International tournaments $220,000 – Clay (Red) – 32S/32Q/16D Singles Draw – Doubles Draw                  | Sorana Cîrstea Anabel Medina Garrigues 6–1, 7–5     | Vitalia Diatchenko Aurélie Védy                    | Peng Shuai Sorana Cîrstea          | Anastasia Rodionova Anabel Medina Garrigues Jarmila Groth Arantxa Rus |
| 10 Maj        | Mutua Madrilena Madrid Open Madrid, Spain WTA Premier Mandatory tournaments $4,500,000 – Clay (Red) – 60S/32Q/28D Singles Draw – Doubles Draw | Aravane Rezaï 6–2, 7–5                              | Venus Williams                                     | Lucie Šafářová Shahar Pe'er        | Nadia Petrova Jelena Janković Samantha Stosur Li Na                   |
| 10 Maj        | Mutua Madrilena Madrid Open Madrid, Spain WTA Premier Mandatory tournaments $4,500,000 – Clay (Red) – 60S/32Q/28D Singles Draw – Doubles Draw | Serena Williams Venus Williams 6–2, 7–5             | Gisela Dulko Flavia Pennetta                       | Lucie Šafářová Shahar Pe'er        | Nadia Petrova Jelena Janković Samantha Stosur Li Na                   |
| 17 Maj        | Polsat Warsaw Open Warszawa, Poland WTA Premier tournaments $600,000 – Clay (Red) – 32S/32Q/16D Singles Draw – Doubles Draw                   | Alexandra Dulgheru 6–3, 6–4                         | Zheng Jie                                          | Gréta Arn Li Na                    | Caroline Wozniacki Alona Bondarenko Sara Errani Tsvetana Pironkova    |
| 17 Maj        | Polsat Warsaw Open Warszawa, Poland WTA Premier tournaments $600,000 – Clay (Red) – 32S/32Q/16D Singles Draw – Doubles Draw                   | Virginia Ruano Pascual Meghann Shaughnessy 6–3, 6–4 | Cara Black Yan Zi                                  | Gréta Arn Li Na                    | Caroline Wozniacki Alona Bondarenko Sara Errani Tsvetana Pironkova    |
| 17 Maj        | Internationaux de Strasbourg Strasbourg, France WTA International tournaments $220,000 – Clay (Red) – 32S/30Q/16D Singles Draw – Doubles Draw | Maria Sharapova 7–5, 6–1                            | Kristina Barrois                                   | Anabel Medina Garrigues Vania King | Julia Görges Sofia Arvidsson Anastasija Sevastova Anastasia Rodionova |
| 17 Maj        | Internationaux de Strasbourg Strasbourg, France WTA International tournaments $220,000 – Clay (Red) – 32S/30Q/16D Singles Draw – Doubles Draw | Alizé Cornet Vania King 3–6, 6–4, 10–7              | Alla Kudryavtseva Anastasia Rodionova              | Anabel Medina Garrigues Vania King | Julia Görges Sofia Arvidsson Anastasija Sevastova Anastasia Rodionova |
| 24 Maj May 31 | French Open Paris, France Grand Slam €16,807,400 – Clay (Red) – 128S/96Q/64D/32X Singles Draw – Doubles Draw – Mixed Doubles Draw             | Francesca Schiavone 6–4, 7–6(2)                     | Samantha Stosur                                    | Jelena Janković Elena Dementieva   | Serena Williams Yaroslava Shvedova Caroline Wozniacki Nadia Petrova   |
| 24 Maj May 31 | French Open Paris, France Grand Slam €16,807,400 – Clay (Red) – 128S/96Q/64D/32X Singles Draw – Doubles Draw – Mixed Doubles Draw             | Serena Williams Venus Williams 6–2, 6–3             | Květa Peschke Katarina Srebotnik                   | Jelena Janković Elena Dementieva   | Serena Williams Yaroslava Shvedova Caroline Wozniacki Nadia Petrova   |
| 24 Maj May 31 | French Open Paris, France Grand Slam €16,807,400 – Clay (Red) – 128S/96Q/64D/32X Singles Draw – Doubles Draw – Mixed Doubles Draw             | Katarina Srebotnik Nenad Zimonjić 4–6, 7–6(5), 11–9 | Yaroslava Shvedova Julian Knowle                   | Jelena Janković Elena Dementieva   | Serena Williams Yaroslava Shvedova Caroline Wozniacki Nadia Petrova   |

### Juni
| Dato            | Turnering | Mester                                               | Runners-up                         | Semifinalist                        | Kvartfinalist                                                                |
| --------------- | --- | ---------------------------------------------------- | ---------------------------------- | ----------------------------------- | ---------------------------------------------------------------------------- |
| 7 Juni          | AEGON Classic Birmingham, United Kingdom WTA International tournaments $220,000 – Grass – 56S/32Q/16D Singles Draw – Doubles Draw                 | Li Na 7–5, 6–1                                       | Maria Sharapova                    | Aravane Rezaï Alison Riske          | Kaia Kanepi Sara Errani Yanina Wickmayer Sesil Karatantcheva                 |
| 7 Juni          | AEGON Classic Birmingham, United Kingdom WTA International tournaments $220,000 – Grass – 56S/32Q/16D Singles Draw – Doubles Draw                 | Cara Black Lisa Raymond 6–3, 3–2 ret.                | Liezel Huber Bethanie Mattek-Sands | Aravane Rezaï Alison Riske          | Kaia Kanepi Sara Errani Yanina Wickmayer Sesil Karatantcheva                 |
| 14 Juni         | AEGON International Eastbourne, United Kingdom WTA Premier tournaments $600,000 – Grass – 32S/32Q/16D Singles Draw – Doubles Draw                 | Ekaterina Makarova 7–6(5), 6–4                       | Victoria Azarenka                  | Marion Bartoli Samantha Stosur      | María José Martínez Sánchez Kim Clijsters Elena Baltacha Svetlana Kuznetsova |
| 14 Juni         | AEGON International Eastbourne, United Kingdom WTA Premier tournaments $600,000 – Grass – 32S/32Q/16D Singles Draw – Doubles Draw                 | Lisa Raymond Rennae Stubbs 6–2, 2–6, 13–11           | Květa Peschke Katarina Srebotnik   | Marion Bartoli Samantha Stosur      | María José Martínez Sánchez Kim Clijsters Elena Baltacha Svetlana Kuznetsova |
| 14 Juni         | UNICEF Open 's-Hertogenbosch, Netherlands WTA International tournaments $220,000 – Grass – 32S/16Q/16D Singles Draw – Doubles Draw                | Justine Henin 3–6, 6–3, 6–4                          | Andrea Petkovic                    | Alexandra Dulgheru Kirsten Flipkens | Kristina Barrois Yaroslava Shvedova Dominika Cibulková Sandra Záhlavová      |
| 14 Juni         | UNICEF Open 's-Hertogenbosch, Netherlands WTA International tournaments $220,000 – Grass – 32S/16Q/16D Singles Draw – Doubles Draw                | Alla Kudryavtseva Anastasia Rodionova 3–6, 6–3, 10–8 | Vania King Yaroslava Shvedova      | Alexandra Dulgheru Kirsten Flipkens | Kristina Barrois Yaroslava Shvedova Dominika Cibulková Sandra Záhlavová      |
| 21 Juni June 28 | Wimbledon Championships London, United Kingdom Grand Slam £13,725,000 – Grass – 128S/96Q/64D/48X Singles Draw – Doubles Draw – Mixed Doubles Draw | Serena Williams 6–3, 6–2                             | Vera Zvonareva                     | Petra Kvitová Tsvetana Pironkova    | Li Na Kaia Kanepi Kim Clijsters Venus Williams                               |
| 21 Juni June 28 | Wimbledon Championships London, United Kingdom Grand Slam £13,725,000 – Grass – 128S/96Q/64D/48X Singles Draw – Doubles Draw – Mixed Doubles Draw | Vania King Yaroslava Shvedova 7–6(6), 6–2            | Elena Vesnina Vera Zvonareva       | Petra Kvitová Tsvetana Pironkova    | Li Na Kaia Kanepi Kim Clijsters Venus Williams                               |
| 21 Juni June 28 | Wimbledon Championships London, United Kingdom Grand Slam £13,725,000 – Grass – 128S/96Q/64D/48X Singles Draw – Doubles Draw – Mixed Doubles Draw | Cara Black Leander Paes 6–4, 7–6(5)                  | Lisa Raymond Wesley Moodie         | Petra Kvitová Tsvetana Pironkova    | Li Na Kaia Kanepi Kim Clijsters Venus Williams                               |

### Juli
| Dato    | Turnering | Mester                                                   | Runners-up                                 | Semifinalist                         | Kvartfinalist                                                               |
| ------- | --- | -------------------------------------------------------- | ------------------------------------------ | ------------------------------------ | --------------------------------------------------------------------------- |
| 5 Juli  | GDF SUEZ Grand Prix Budapest, Ungarn WTA International tournaments $220,000 – Clay (Red) – 32S/32Q/16D Singles Draw – Doubles Draw                 | Ágnes Szávay 6–2, 6–4                                    | Patty Schnyder                             | Zuzana Ondrášková Alexandra Dulgheru | Polona Hercog Anabel Medina Garrigues Alizé Cornet Anastasija Sevastova     |
| 5 Juli  | GDF SUEZ Grand Prix Budapest, Ungarn WTA International tournaments $220,000 – Clay (Red) – 32S/32Q/16D Singles Draw – Doubles Draw                 | Timea Bacsinszky Tathiana Garbin 6–3, 6–3                | Sorana Cîrstea Anabel Medina Garrigues     | Zuzana Ondrášková Alexandra Dulgheru | Polona Hercog Anabel Medina Garrigues Alizé Cornet Anastasija Sevastova     |
| 5 Juli  | Collector Swedish Open Båstad, Sverige WTA International tournaments $220,000 – Clay (Red) – 32S/32Q/16D Singles Draw – Doubles Draw               | Aravane Rezaï 6–3, 4–6, 6–4                              | Gisela Dulko                               | Flavia Pennetta Lucie Šafářová       | Jill Craybas Ana Vrljić Barbora Záhlavová-Strýcová Arantxa Parra Santonja   |
| 5 Juli  | Collector Swedish Open Båstad, Sverige WTA International tournaments $220,000 – Clay (Red) – 32S/32Q/16D Singles Draw – Doubles Draw               | Gisela Dulko Flavia Pennetta 7–6(0), 6–0                 | Renata Voráčová Barbora Záhlavová-Strýcová | Flavia Pennetta Lucie Šafářová       | Jill Craybas Ana Vrljić Barbora Záhlavová-Strýcová Arantxa Parra Santonja   |
| 12 Juli | Internazionali Femminili di Palermo Palermo, Italien WTA International tournaments $220,000 – Clay (Red) – 32S/32Q/16D Singles Draw – Doubles Draw | Kaia Kanepi 6–4, 6–3                                     | Flavia Pennetta                            | Julia Görges Romina Oprandi          | Nuria Llagostera Vives Jill Craybas Sara Errani Aravane Rezaï               |
| 12 Juli | Internazionali Femminili di Palermo Palermo, Italien WTA International tournaments $220,000 – Clay (Red) – 32S/32Q/16D Singles Draw – Doubles Draw | Alberta Brianti Sara Errani 6–4, 6–1                     | Jill Craybas Julia Görges                  | Julia Görges Romina Oprandi          | Nuria Llagostera Vives Jill Craybas Sara Errani Aravane Rezaï               |
| 12 Juli | ECM Prague Open Prag, Tjekkiet WTA International tournaments $220,000 – Clay (Red) – 32S/32Q/16D Singles Draw – Doubles Draw                       | Ágnes Szávay 6–2, 1–6, 6–2                               | Barbora Záhlavová-Strýcová                 | Patty Schnyder Lucie Hradecká        | Johanna Larsson Anna Tatishvili Anabel Medina Garrigues Polona Hercog       |
| 12 Juli | ECM Prague Open Prag, Tjekkiet WTA International tournaments $220,000 – Clay (Red) – 32S/32Q/16D Singles Draw – Doubles Draw                       | Timea Bacsinszky Tathiana Garbin 7–5, 7–6(4)             | Monica Niculescu Ágnes Szávay              | Patty Schnyder Lucie Hradecká        | Johanna Larsson Anna Tatishvili Anabel Medina Garrigues Polona Hercog       |
| 19 Juli | Banka Koper Slovenia Open Portorož, Slovenien WTA International tournaments $220,000 – Hard – 32S/32Q/16D Singles Draw – Doubles Draw              | Anna Chakvetadze 6–1, 6–2                                | Johanna Larsson                            | Ksenia Pervak Polona Hercog          | Anastasiya Yakimova Anastasia Pavlyuchenkova Vera Dushevina Stefanie Vögele |
| 19 Juli | Banka Koper Slovenia Open Portorož, Slovenien WTA International tournaments $220,000 – Hard – 32S/32Q/16D Singles Draw – Doubles Draw              | Maria Kondratieva Vladimíra Uhlířová 6–4, 2–6, 10–7      | Anna Chakvetadze Marina Erakovic           | Ksenia Pervak Polona Hercog          | Anastasiya Yakimova Anastasia Pavlyuchenkova Vera Dushevina Stefanie Vögele |
| 19 Juli | NÜRNBERGER Gastein Ladies Bad Gastein, Austria WTA International tournaments $220,000 – Clay (Red) – 32S/32Q/16D Singles Draw – Doubles Draw       | Julia Görges 6–1, 6–4                                    | Timea Bacsinszky                           | Alizé Cornet Yvonne Meusburger       | Patricia Mayr Anastasia Pivovarova Anastasija Sevastova Sandra Záhlavová    |
| 19 Juli | NÜRNBERGER Gastein Ladies Bad Gastein, Austria WTA International tournaments $220,000 – Clay (Red) – 32S/32Q/16D Singles Draw – Doubles Draw       | Lucie Hradecká Anabel Medina Garrigues 6–7(2), 6–1, 10–5 | Timea Bacsinszky Tathiana Garbin           | Alizé Cornet Yvonne Meusburger       | Patricia Mayr Anastasia Pivovarova Anastasija Sevastova Sandra Záhlavová    |
| 26 Juli | Bank of the West Classic Stanford, United States WTA Premier tournaments $700,000 – Hard – 30S/32Q/16D Singles Draw – Doubles Draw                 | Victoria Azarenka 6–4, 6–1                               | Maria Sharapova                            | Samantha Stosur Agnieszka Radwańska  | Yanina Wickmayer Marion Bartoli Maria Kirilenko Elena Dementieva            |
| 26 Juli | Bank of the West Classic Stanford, United States WTA Premier tournaments $700,000 – Hard – 30S/32Q/16D Singles Draw – Doubles Draw                 | Lindsay Davenport Liezel Huber 7–5, 6–7(8), 10–8         | Chan Yung-jan Zheng Jie                    | Samantha Stosur Agnieszka Radwańska  | Yanina Wickmayer Marion Bartoli Maria Kirilenko Elena Dementieva            |
| 26 Juli | İstanbul Cup Istanbul, Turkey WTA International tournaments $220,000 – Hard – 32S/32Q/16D Singles Draw – Doubles Draw                              | Anastasia Pavlyuchenkova 5–7, 7–5, 6–4                   | Elena Vesnina                              | Andrea Petkovic Jarmila Groth        | Elena Baltacha Anastasia Rodionova Sorana Cîrstea Vera Dushevina            |
| 26 Juli | İstanbul Cup Istanbul, Turkey WTA International tournaments $220,000 – Hard – 32S/32Q/16D Singles Draw – Doubles Draw                              | Eleni Daniilidou Jasmin Wöhr 6–4, 1–6, 11–9              | Maria Kondratieva Vladimíra Uhlířová       | Andrea Petkovic Jarmila Groth        | Elena Baltacha Anastasia Rodionova Sorana Cîrstea Vera Dushevina            |

### August
| Dato                                             | Turnering | Mester                                         | Runners-up                                | Semifinalist                          | Kvartfinalist                                                      |
| ------------------------------------------------ | --- | ---------------------------------------------- | ----------------------------------------- | ------------------------------------- | ------------------------------------------------------------------ |
| 2 August                                         | Mercury Insurance Open San Diego, USA WTA Premier tournaments $700,000 – Hard – 30S/32Q/16D Singles Draw – Doubles Draw                          | Svetlana Kuznetsova 6–4, 6–7(7), 6–3           | Agnieszka Radwańska                       | Daniela Hantuchová Flavia Pennetta    | Alisa Kleybanova Shahar Pe'er Coco Vandeweghe Samantha Stosur      |
| 2 August                                         | Mercury Insurance Open San Diego, USA WTA Premier tournaments $700,000 – Hard – 30S/32Q/16D Singles Draw – Doubles Draw                          | Maria Kirilenko Zheng Jie 6–4, 6–4             | Lisa Raymond Rennae Stubbs                | Daniela Hantuchová Flavia Pennetta    | Alisa Kleybanova Shahar Pe'er Coco Vandeweghe Samantha Stosur      |
| 2 August                                         | e-Boks Sony Ericsson Open København, Danmark WTA International tournaments $220,000 – Carpet (i) – 32S/32Q/16D                                   | Caroline Wozniacki 6–2, 7–6(5)                 | Klára Zakopalová                          | Anna Chakvetadze Li Na                | Julia Görges Polona Hercog Sorana Cîrstea Angelique Kerber         |
| 2 August                                         | e-Boks Sony Ericsson Open København, Danmark WTA International tournaments $220,000 – Carpet (i) – 32S/32Q/16D                                   | Julia Görges Anna-Lena Grönefeld 6–4, 6–4      | Vitalia Diatchenko Tatiana Poutchek       | Anna Chakvetadze Li Na                | Julia Görges Polona Hercog Sorana Cîrstea Angelique Kerber         |
| 29 August                                        | W&S Financial Group Women's Open Cincinnati, United States WTA Premier 5 tournaments $2,000,000 – Hard – 56S/48Q/28D Singles Draw – Doubles Draw | Kim Clijsters 2–6, 7–6(4), 6–2                 | Maria Sharapova                           | Ana Ivanović Anastasia Pavlyuchenkova | Akgul Amanmuradova Flavia Pennetta Yanina Wickmayer Marion Bartoli |
| Victoria Azarenka Maria Kirilenko 7–6(4), 7–6(8) | W&S Financial Group Women's Open Cincinnati, United States WTA Premier 5 tournaments $2,000,000 – Hard – 56S/48Q/28D Singles Draw – Doubles Draw | Lisa Raymond Rennae Stubbs                     |                                           | Ana Ivanović Anastasia Pavlyuchenkova | Akgul Amanmuradova Flavia Pennetta Yanina Wickmayer Marion Bartoli |
| 16 August                                        | Rogers Cup Montreal, Canada WTA Premier 5 tournaments $2,000,000 – Hard – 56S/32Q/28D Single lodtrækning – Doubles Draw                          | Caroline Wozniacki 6–3, 6–2                    | Vera Zvonareva                            | Victoria Azarenka Svetlana Kuznetsova | Marion Bartoli Kim Clijsters Zheng Jie Francesca Schiavone         |
| 16 August                                        | Rogers Cup Montreal, Canada WTA Premier 5 tournaments $2,000,000 – Hard – 56S/32Q/28D Single lodtrækning – Doubles Draw                          | Gisela Dulko Flavia Pennetta 7–5, 3–6, 12–10   | Květa Peschke Katarina Srebotnik          | Victoria Azarenka Svetlana Kuznetsova | Marion Bartoli Kim Clijsters Zheng Jie Francesca Schiavone         |
| 23 August                                        | Pilot Pen Tennis New Haven, United States WTA Premier tournaments $600,000 – Hard – 30S/32Q/16D Single Lodtrækning – Doubles Draw                | Caroline Wozniacki 6–3, 3–6, 6–3               | Nadia Petrova                             | Elena Dementieva Maria Kirilenko      | Flavia Pennetta Marion Bartoli Dinara Safina Samantha Stosur       |
| 23 August                                        | Pilot Pen Tennis New Haven, United States WTA Premier tournaments $600,000 – Hard – 30S/32Q/16D Single Lodtrækning – Doubles Draw                | Květa Peschke Katarina Srebotnik 7–5, 6–0      | Bethanie Mattek-Sands Meghann Shaughnessy | Elena Dementieva Maria Kirilenko      | Flavia Pennetta Marion Bartoli Dinara Safina Samantha Stosur       |
| 30 August 6 September                            | US Open New York City, United States Grand Slam $ – Hard – 128S/128Q/64D/32X Singles Draw – Doubles Draw – Mixed Doubles Draw                    | Kim Clijsters 6–2, 6–1                         | Vera Zvonareva                            | Caroline Wozniacki Venus Williams     | Dominika Cibulková Kaia Kanepi Francesca Schiavone Samantha Stosur |
| 30 August 6 September                            | US Open New York City, United States Grand Slam $ – Hard – 128S/128Q/64D/32X Singles Draw – Doubles Draw – Mixed Doubles Draw                    | Vania King Yaroslava Shvedova 2–6, 6–4, 7–6(4) | Liezel Huber Nadia Petrova                | Caroline Wozniacki Venus Williams     | Dominika Cibulková Kaia Kanepi Francesca Schiavone Samantha Stosur |
| 30 August 6 September                            | US Open New York City, United States Grand Slam $ – Hard – 128S/128Q/64D/32X Singles Draw – Doubles Draw – Mixed Doubles Draw                    | Liezel Huber Bob Bryan 6–4, 6–4                | Květa Peschke Aisam-ul-Haq Qureshi        | Caroline Wozniacki Venus Williams     | Dominika Cibulková Kaia Kanepi Francesca Schiavone Samantha Stosur |

### September
| Dato         | Turnering | Mester | Runners-up | Semifinalist | kvartfinalist |
| ------------ | --- | ------ | ---------- | ------------ | ------------- |
| 13 September | Guangzhou International Women's Open Guangzhou, China WTA International tournaments $220,000 – Hard – 32S/32Q/16D Singles Draw – Doubles Draw |        |            |              |               |
| 13 September | Guangzhou International Women's Open Guangzhou, China WTA International tournaments $220,000 – Hard – 32S/32Q/16D Singles Draw – Doubles Draw |        |            |              |               |
| 13 September | Bell Challenge Quebec City, Canada WTA International tournaments $220,000 – Carpet – 32S/32Q/16D Singles Draw – Doubles Draw                  |        |            |              |               |
| 13 September | |        |            |              |               |
| 20 September | Hansol Korea Open Seoul, South Korea WTA International tournaments $220,000 – Hard – 32S/32Q/16D Singles Draw – Doubles Draw                  |        |            |              |               |
| 20 September | Hansol Korea Open Seoul, South Korea WTA International tournaments $220,000 – Hard – 32S/32Q/16D Singles Draw – Doubles Draw                  |        |            |              |               |
| 20 September | Tashkent Open Tashkent, Uzbekistan WTA International tournaments $220,000 – Hard – 32S/32Q/16D Singles Draw – Doubles Draw                    |        |            |              |               |
| 20 September | |        |            |              |               |
| 27 September | Toray Pan Pacific Open Tokyo, Japan WTA Premier 5 tournaments $2,000,000 – Hard – 56S/32Q/16D Singles Draw – Doubles Draw                     |        |            |              |               |
| 27 September | Toray Pan Pacific Open Tokyo, Japan WTA Premier 5 tournaments $2,000,000 – Hard – 56S/32Q/16D Singles Draw – Doubles Draw                     |        |            |              |               |

### Oktober
| Week of    | Tournament | Champions | Runners-up | Semifinalists | Kvartfinalist |
| ---------- | --- | --------- | ---------- | ------------- | ------------- |
| 4 Oktober  | China Open Beijing, China WTA Premier Mandatory tournaments $4,500,000 – Hard – 56S/32Q/28D Singles Draw – Doubles Draw                     |           |            |               |               |
| 4 Oktober  | China Open Beijing, China WTA Premier Mandatory tournaments $4,500,000 – Hard – 56S/32Q/28D Singles Draw – Doubles Draw                     |           |            |               |               |
| 11 Oktober | Generali Ladies Linz Linz, Austria WTA International tournaments $220,000 – Hard (i) – 32S/32Q/16D Singles Draw – Doubles Draw              |           |            |               |               |
| 11 Oktober | Generali Ladies Linz Linz, Austria WTA International tournaments $220,000 – Hard (i) – 32S/32Q/16D Singles Draw – Doubles Draw              |           |            |               |               |
| 11 Oktober | HP Open Osaka, Japan WTA International tournaments $220,000 – Hard – 32S/32Q/16D Singles Draw – Doubles Draw                                |           |            |               |               |
| 11 Oktober | |           |            |               |               |
| 18 Oktober | Kremlin Cup Moscow, Russia WTA Premier tournaments $1,000,000 – Hard (i) – 32S/32Q/16D Singles Draw – Doubles Draw                          |           |            |               |               |
| 18 Oktober | Kremlin Cup Moscow, Russia WTA Premier tournaments $1,000,000 – Hard (i) – 32S/32Q/16D Singles Draw – Doubles Draw                          |           |            |               |               |
| 18 Oktober | BGL Luxembourg Open Luxembourg (by), Luxembourg WTA International tournaments $220,000 – Hard (i) – 32S/32Q/16D Singles Draw – Doubles Draw |           |            |               |               |
| 18 Oktober | |           |            |               |               |
| 25 Oktober | Sony Ericsson Championships Doha, Qatar Year-end championships $ – Hard – 8S (RR)/4D Singles Draw – Doubles Draw                            |           |            |               |               |
| 25 Oktober | Sony Ericsson Championships Doha, Qatar Year-end championships $ – Hard – 8S (RR)/4D Singles Draw – Doubles Draw                            |           |            |               |               |

### November
| Dato       | Turnering                                                                                              | Mester | Runner-up | Semifinalist | Kvartfinalist |
| ---------- | --- | ------ | --------- | ------------ | ------------- |
| 1 November | Commonwealth Bank Tournament of Champions Bali, Indonesien Year-end championships $600,000 – Hard – 8S |        |           |              |               |
| 1 November | Commonwealth Bank Tournament of Champions Bali, Indonesien Year-end championships $600,000 – Hard – 8S |        |           |              |               |
| 1 November | Fed Cup Final San Diego, United States, Hard(i)                                                        |        |           |              |               |

### Titler vunder af spiller
| Total titler | Spiller                     | Grand Slam Turnering | Grand Slam Turnering | Grand Slam Turnering | Year-end championships | Year-end championships | Premier tournaments | Premier tournaments | International tournaments | International tournaments | Alle titler | Alle titler | Alle titler |
| Total titler | Spiller                     | Singles              | Doubles              | Mixed                | Single                 | Double                 | Single              | Double              | Single                    | Double                    | Single      | Double      | Mixed       |
| ------------ | --------------------------- | -------------------- | -------------------- | -------------------- | ---------------------- | ---------------------- | ------------------- | ------------------- | ------------------------- | ------------------------- | ----------- | ----------- | ----------- |
| 6            | Flavia Pennetta             |                      |                      |                      |                        |                        |                     | 4                   | 1                         | 1                         | 1           | 5           |             |
| 6            | Gisela Dulko                |                      |                      |                      |                        |                        |                     | 4                   |                           | 2                         |             | 6           |             |
| 5            | Serena Williams             | 2                    | 2                    |                      |                        |                        |                     | 1                   |                           |                           | 2           | 3           |             |
| 5            | Venus Williams              |                      | 2                    |                      |                        |                        | 1                   | 1                   | 1                         |                           | 2           | 3           |             |
| 5            | Cara Black                  |                      |                      | 2                    |                        |                        |                     | 1                   |                           | 2                         |             | 3           | 2           |
| 4            | Caroline Wozniacki          |                      |                      |                      |                        |                        | 2                   |                     | 2                         |                           | 4           |             |             |
| 4            | Liezel Huber                |                      |                      |                      |                        |                        |                     | 3                   |                           | 1                         |             | 4           |             |
| 4            | Iveta Benešová              |                      |                      |                      |                        |                        |                     | 1                   | 1                         | 2                         | 1           | 3           |             |
| 3            | Vania King                  |                      | 1                    |                      |                        |                        |                     |                     |                           | 2                         |             | 3           |             |
| 3            | Katarina Srebotnik          |                      |                      | 1                    |                        |                        |                     | 2                   |                           |                           |             | 2           | 1           |
| 3            | Kim Clijsters               | 1                    |                      |                      |                        |                        | 2                   |                     | 1                         |                           | 4           |             |             |
| 3            | Květa Peschke               |                      |                      |                      |                        |                        |                     | 2                   |                           | 1                         |             | 3           |             |
| 3            | Barbora Záhlavová-Strýcová  |                      |                      |                      |                        |                        |                     | 1                   |                           | 2                         |             | 3           |             |
| 3            | Sara Errani                 |                      |                      |                      |                        |                        |                     |                     |                           | 3                         |             | 3           |             |
| 3            | Anabel Medina Garrigues     |                      |                      |                      |                        |                        |                     |                     |                           | 3                         |             | 3           |             |
| 2            | Francesca Schiavone         | 1                    |                      |                      |                        |                        |                     |                     | 1                         |                           | 2           |             |             |
| 2            | Elena Dementieva            |                      |                      |                      |                        |                        | 2                   |                     |                           |                           | 2           |             |             |
| 2            | Victoria Azarenka           |                      |                      |                      |                        |                        | 1                   | 1                   |                           |                           | 1           | 1           |             |
| 2            | María José Martínez Sánchez |                      |                      |                      |                        |                        | 1                   | 1                   |                           |                           | 1           | 1           |             |
| 2            | Justine Henin               |                      |                      |                      |                        |                        | 1                   |                     | 1                         |                           | 2           |             |             |
| 2            | Aravane Rezaï               |                      |                      |                      |                        |                        | 1                   |                     | 1                         |                           | 2           |             |             |
| 2            | Maria Kirilenko             |                      |                      |                      |                        |                        |                     | 2                   |                           |                           |             | 2           |             |
| 2            | Lisa Raymond                |                      |                      |                      |                        |                        |                     | 1                   |                           | 1                         |             | 2           |             |
| 2            | Zheng Jie                   |                      |                      |                      |                        |                        |                     | 1                   |                           | 1                         |             | 2           |             |
| 2            | Anastasia Pavlyuchenkova    |                      |                      |                      |                        |                        |                     |                     | 2                         |                           | 2           |             |             |
| 2            | Maria Sharapova             |                      |                      |                      |                        |                        |                     |                     | 2                         |                           | 2           |             |             |
| 2            | Ágnes Szávay                |                      |                      |                      |                        |                        |                     |                     | 2                         |                           | 2           |             |             |
| 2            | Julia Görges                |                      |                      |                      |                        |                        |                     |                     | 1                         | 1                         | 1           | 1           |             |
| 2            | Timea Bacsinszky            |                      |                      |                      |                        |                        |                     |                     |                           | 2                         |             | 2           |             |
| 2            | Tathiana Garbin             |                      |                      |                      |                        |                        |                     |                     |                           | 2                         |             | 2           |             |
| 2            | Lucie Hradecká              |                      |                      |                      |                        |                        |                     |                     |                           | 2                         |             | 2           |             |
| 2            | Roberta Vinci               |                      |                      |                      |                        |                        |                     |                     |                           | 2                         |             | 2           |             |
| 1            | Yaroslava Shvedova          |                      | 1                    |                      |                        |                        |                     |                     |                           |                           |             | 1           |             |
| 1            | Alexandra Dulgheru          |                      |                      |                      |                        |                        | 1                   |                     |                           |                           | 1           |             |             |
| 1            | Jelena Janković             |                      |                      |                      |                        |                        | 1                   |                     |                           |                           | 1           |             |             |
| 1            | Svetlana Kuznetsova         |                      |                      |                      |                        |                        | 1                   |                     |                           |                           | 1           |             |             |
| 1            | Ekaterina Makarova          |                      |                      |                      |                        |                        | 1                   |                     |                           |                           | 1           |             |             |
| 1            | Samantha Stosur             |                      |                      |                      |                        |                        | 1                   |                     |                           |                           | 1           |             |             |
| 1            | Lindsay Davenport           |                      |                      |                      |                        |                        |                     | 1                   |                           |                           |             | 1           |             |
| 1            | Nuria Llagostera Vives      |                      |                      |                      |                        |                        |                     | 1                   |                           |                           |             | 1           |             |
| 1            | Nadia Petrova               |                      |                      |                      |                        |                        |                     | 1                   |                           |                           |             | 1           |             |
| 1            | Virginia Ruano Pascual      |                      |                      |                      |                        |                        |                     | 1                   |                           |                           |             | 1           |             |
| 1            | Meghann Shaughnessy         |                      |                      |                      |                        |                        |                     | 1                   |                           |                           |             | 1           |             |
| 1            | Rennae Stubbs               |                      |                      |                      |                        |                        |                     | 1                   |                           |                           |             | 1           |             |
| 1            | Alona Bondarenko            |                      |                      |                      |                        |                        |                     |                     | 1                         |                           | 1           |             |             |
| 1            | Anna Chakvetadze            |                      |                      |                      |                        |                        |                     |                     | 1                         |                           | 1           |             |             |
| 1            | Mariana Duque Mariño        |                      |                      |                      |                        |                        |                     |                     | 1                         |                           | 1           |             |             |
| 1            | Kaia Kanepi                 |                      |                      |                      |                        |                        |                     |                     | 1                         |                           | 1           |             |             |
| 1            | Alisa Kleybanova            |                      |                      |                      |                        |                        |                     |                     | 1                         |                           | 1           |             |             |
| 1            | Li Na                       |                      |                      |                      |                        |                        |                     |                     | 1                         |                           | 1           |             |             |
| 1            | Anastasija Sevastova        |                      |                      |                      |                        |                        |                     |                     | 1                         |                           | 1           |             |             |
| 1            | Yanina Wickmayer            |                      |                      |                      |                        |                        |                     |                     | 1                         |                           | 1           |             |             |
| 1            | Vera Zvonareva              |                      |                      |                      |                        |                        |                     |                     | 1                         |                           | 1           |             |             |
| 1            | Alberta Brianti             |                      |                      |                      |                        |                        |                     |                     |                           | 1                         |             | 1           |             |
| 1            | Chan Yung-jan               |                      |                      |                      |                        |                        |                     |                     |                           | 1                         |             | 1           |             |
| 1            | Chuang Chia-jung            |                      |                      |                      |                        |                        |                     |                     |                           | 1                         |             | 1           |             |
| 1            | Sorana Cîrstea              |                      |                      |                      |                        |                        |                     |                     |                           | 1                         |             | 1           |             |
| 1            | Alizé Cornet                |                      |                      |                      |                        |                        |                     |                     |                           | 1                         |             | 1           |             |
| 1            | Eleni Daniilidou            |                      |                      |                      |                        |                        |                     |                     |                           | 1                         |             | 1           |             |
| 1            | Marina Erakovic             |                      |                      |                      |                        |                        |                     |                     |                           | 1                         |             | 1           |             |
| 1            | Edina Gallovits             |                      |                      |                      |                        |                        |                     |                     |                           | 1                         |             | 1           |             |
| 1            | Anna-Lena Grönefeld         |                      |                      |                      |                        |                        |                     |                     |                           | 1                         |             | 1           |             |
| 1            | Polona Hercog               |                      |                      |                      |                        |                        |                     |                     |                           | 1                         |             | 1           |             |
| 1            | Andrea Hlaváčková           |                      |                      |                      |                        |                        |                     |                     |                           | 1                         |             | 1           |             |
| 1            | Maria Kondratieva           |                      |                      |                      |                        |                        |                     |                     |                           | 1                         |             | 1           |             |
| 1            | Michaëlla Krajicek          |                      |                      |                      |                        |                        |                     |                     |                           | 1                         |             | 1           |             |
| 1            | Alla Kudryavtseva           |                      |                      |                      |                        |                        |                     |                     |                           | 1                         |             | 1           |             |
| 1            | Bethanie Mattek-Sands       |                      |                      |                      |                        |                        |                     |                     |                           | 1                         |             | 1           |             |
| 1            | Anastasia Rodionova         |                      |                      |                      |                        |                        |                     |                     |                           | 1                         |             | 1           |             |
| 1            | Tamarine Tanasugarn         |                      |                      |                      |                        |                        |                     |                     |                           | 1                         |             | 1           |             |
| 1            | Vladimíra Uhlířová          |                      |                      |                      |                        |                        |                     |                     |                           | 1                         |             | 1           |             |
| 1            | Jasmin Wöhr                 |                      |                      |                      |                        |                        |                     |                     |                           | 1                         |             | 1           |             |
| 1            | Yan Zi                      |                      |                      |                      |                        |                        |                     |                     |                           | 1                         |             | 1           |             |

### Titler vundet efter land
| Total titler | Land          | Grand Slam Turneringer | Grand Slam Turneringer | Grand Slam Turneringer | Year-end Mesterskaber | Year-end Mesterskaber | Premier Turneringer | Premier Turneringer | International Turneringer | International Turneringer | Alle titler | Alle titler | Alle titler |
| Total titler | Land          | Single                 | Double                 | Mixed                  | Single                | Double                | Single              | Double              | Single                    | Double                    | Single      | Double      | Mixed       |
| ------------ | ------------- | ---------------------- | ---------------------- | ---------------------- | --------------------- | --------------------- | ------------------- | ------------------- | ------------------------- | ------------------------- | ----------- | ----------- | ----------- |
| 18           | USA ·         | 2                      | 3                      |                        |                       |                       | 1                   | 6                   | 1                         | 5                         | 4           | 14          |             |
| 16           | Rusland ·     |                        |                        |                        |                       |                       | 4                   | 3                   | 7                         | 2                         | 11          | 5           |             |
| 13           | Italien ·     | 1                      |                        |                        |                       |                       |                     | 4                   | 2                         | 6                         | 3           | 10          |             |
| 11           | Tjekkiet ·    |                        |                        |                        |                       |                       |                     | 3                   | 1                         | 7                         | 1           | 10          |             |
| 6            | Belgien ·     |                        |                        |                        |                       |                       | 3                   |                     | 3                         |                           | 6           |             |             |
| 6            | Spanien ·     |                        |                        |                        |                       |                       | 1                   | 2                   |                           | 3                         | 1           | 5           |             |
| 6            | Argentina ·   |                        |                        |                        |                       |                       |                     | 4                   |                           | 2                         |             | 6           |             |
| 5            | Zimbabwe ·    |                        |                        | 2                      |                       |                       |                     | 1                   |                           | 2                         |             | 3           | 2           |
| 4            | Slovenien ·   |                        |                        | 1                      |                       |                       |                     | 2                   |                           | 1                         |             | 3           | 1           |
| 4            | Danmark ·     |                        |                        |                        |                       |                       | 2                   |                     | 2                         |                           | 4           |             |             |
| 4            | Kina ·        |                        |                        |                        |                       |                       |                     | 1                   | 1                         | 2                         | 1           | 3           |             |
| 3            | Australien ·  |                        |                        |                        |                       |                       | 1                   | 1                   |                           | 1                         | 1           | 2           |             |
| 3            | Frankrig ·    |                        |                        |                        |                       |                       | 1                   |                     | 1                         | 1                         | 2           | 1           |             |
| 3            | Rumænien ·    |                        |                        |                        |                       |                       | 1                   |                     |                           | 2                         | 1           | 2           |             |
| 3            | Tyskland ·    |                        |                        |                        |                       |                       |                     |                     | 1                         | 2                         | 1           | 2           |             |
| 2            | Belarus ·     |                        |                        |                        |                       |                       | 1                   | 1                   |                           |                           | 1           | 1           |             |
| 2            | Ungarn ·      |                        |                        |                        |                       |                       |                     |                     | 2                         |                           | 2           |             |             |
| 2            | Taiwan ·      |                        |                        |                        |                       |                       |                     |                     |                           | 2                         |             | 2           |             |
| 2            | Schweiz ·     |                        |                        |                        |                       |                       |                     |                     |                           | 2                         |             | 2           |             |
| 1            | Kasakhstan ·  |                        | 1                      |                        |                       |                       |                     |                     |                           |                           |             | 1           |             |
| 1            | Serbien ·     |                        |                        |                        |                       |                       | 1                   |                     |                           |                           | 1           |             |             |
| 1            | Colombia ·    |                        |                        |                        |                       |                       |                     |                     | 1                         |                           | 1           |             |             |
| 1            | Estland ·     |                        |                        |                        |                       |                       |                     |                     | 1                         |                           | 1           |             |             |
| 1            | Letland ·     |                        |                        |                        |                       |                       |                     |                     | 1                         |                           | 1           |             |             |
| 1            | Ukraine ·     |                        |                        |                        |                       |                       |                     |                     | 1                         |                           | 1           |             |             |
| 1            | Grækenland ·  |                        |                        |                        |                       |                       |                     |                     |                           | 1                         |             | 1           |             |
| 1            | Holland ·     |                        |                        |                        |                       |                       |                     |                     |                           | 1                         |             | 1           |             |
| 1            | New Zealand · |                        |                        |                        |                       |                       |                     |                     |                           | 1                         |             | 1           |             |
| 1            | Thailand ·    |                        |                        |                        |                       |                       |                     |                     |                           | 1                         |             | 1           |             |

The following players won their first title in singles (S), doubles (D) or mixed doubles (X):
- Timea Bacsinszky – Budapest (D)
- Alberta Brianti – Palermo (D)
- Mariana Duque Mariño – Bogotá (S)
- Edina Gallovits – Bogotá (D)
- Julia Görges – Bad Gastein (S)
- Polona Hercog – Acapulco (D)
- Kaia Kanepi – Palermo (S)
- Alisa Kleybanova – Kuala Lumpur (S)
- Maria Kondratieva – Portorož (D)
- Ekaterina Makarova – Eastbourne (S)
- Anastasia Pavlyuchenkova – Monterrey (S)
- Anastasija Sevastova – Estoril (S)

The following players completed a successful title defence in singles (S), doubles (D) or mixed doubles (X):
- Cara Black – Birmingham (D)
- Elena Dementieva – Sydney (S)
- Alexandra Dulgheru – Warszawa (S)
- Gisela Dulko – Båstad (D)
- Lucie Hradecká – Bad Gastein (D)
- Flavia Pennetta – Båstad (D)
- Nadia Petrova – Charleston (D)
- Ágnes Szávay – Budapest (S)
- Tamarine Tanasugarn – Pattaya (D)
- Vladimíra Uhlířová – Potorož (D)
- Serena Williams – Australian Open (S/D), Wimbledon (S)
- Venus Williams – Australian Open (D), Dubai (S), Acapulco (S)
- Caroline Wozniacki – Ponte Vedra Beach (S), New Haven (S)
- Vera Zvonareva – Pattaya (S)

## Ranking

### Single
| Race Singles (pr 30. august 2010) | Race Singles (pr 30. august 2010) | Race Singles (pr 30. august 2010) | Race Singles (pr 30. august 2010) |
| Rk                                | Spiller                           | Point                             | Tour                              |
| --------------------------------- | --------------------------------- | --------------------------------- | --------------------------------- |
| 1                                 | Serena Williams (USA)             | 5.355                             | 11                                |
| 2                                 | Caroline Wozniacki (DEN)          | 4.716                             | 18                                |
| 3                                 | Venus Williams (USA)              | 4.085                             | 12                                |
| 4                                 | Samantha Stosur (AUS)             | 4.067                             | 14                                |
| 5                                 | Jelena Janković (SRB)             | 3.874                             | 16                                |
| 6                                 | Vera Zvonareva (RUS)              | 3.773                             | 15                                |
| 7                                 | Francesca Schiavone (ITA)         | 3.453                             | 18                                |
| 8                                 | Justine Henin (BEL)               | 3.415                             | 9                                 |
| 9                                 | Kim Clijsters (BEL)               | 3.295                             | 11                                |
| 10                                | Victoria Azarenka (BLR)           | 3.097                             | 16                                |
| 11                                | Li Na (CHN)                       | 3.087                             | 17                                |
| 12                                | Elena Dementieva (RUS)            | 3.048                             | 16                                |
| 13                                | Agnieszka Radwańska (POL)         | 2.731                             | 15                                |
| 14                                | Shahar Pe'er (ISR)                | 2.686                             | 17                                |
| 15                                | Aravane Rezaï (FRA)               | 2.545                             | 20                                |
| 16                                | Flavia Pennetta (ITA)             | 2.510                             | 20                                |
| 17                                | Nadia Petrova (RUS)               | 2.430                             | 16                                |
| 18                                | Marion Bartoli (FRA)              | 2.289                             | 16                                |
| 19                                | Maria Sharapova (RUS)             | 2.230                             | 11                                |
| 20                                | Anastasia Pavlyuchenkova (RUS)    | 2.179                             | 18                                |

### Double
Følgende er 2010 top 20 på the Race To The Championships – Double og top 20 individuel rangering af double spiller.
| \| Race Doubles (as of August 30. 2010) \| Race Doubles (as of August 30. 2010) \| Race Doubles (as of August 30. 2010) \| Race Doubles (as of August 30. 2010) \| \| Rk \| Team \| Points \| Tour \| \| ------------------------------------ \| -------------------------------------------------------------- \| ------------------------------------ \| ------------------------------------ \| \| 1 \| Gisela Dulko (ARG) Flavia Pennetta (ITA) \| 6686 \| 12 \| \| 2 \| Květa Peschke (CZE) Katarina Srebotnik (SLO) \| 5641 \| 13 \| \| 3 \| Serena Williams (USA) Venus Williams (USA) \| 5500 \| 4 \| \| 4 \| Lisa Raymond (USA) Rennae Stubbs (AUS) \| 4204 \| 15 \| \| 5 \| Nuria Llagostera Vives (ESP) María José Martínez Sánchez (ESP) \| 3670 \| 8 \| \| 6 \| Cara Black (ZIM) Liezel Huber (USA) \| 3060 \| 7 \| \| 7 \| Zheng Jie (CHN) Chan Yung-jan (TPE) \| 2720 \| 11 \| \| 8 \| Maria Kirilenko (RUS) Agnieszka Radwańska (POL) \| 2560 \| 8 \| \| 9 \| Vania King (USA) Yaroslava Shvedova (KAZ) \| 2457 \| 6 \| \| 10 \| Nadia Petrova (RUS) Samantha Stosur (AUS) \| 2365 \| 7 \| |                                                                |        |      |
| Race Doubles (as of August 30. 2010) |                                                                |        |      |
| Rk | Team                                                           | Points | Tour |
| 1 | Gisela Dulko (ARG) Flavia Pennetta (ITA)                       | 6686   | 12   |
| 2 | Květa Peschke (CZE) Katarina Srebotnik (SLO)                   | 5641   | 13   |
| 3 | Serena Williams (USA) Venus Williams (USA)                     | 5500   | 4    |
| 4 | Lisa Raymond (USA) Rennae Stubbs (AUS)                         | 4204   | 15   |
| 5 | Nuria Llagostera Vives (ESP) María José Martínez Sánchez (ESP) | 3670   | 8    |
| 6 | Cara Black (ZIM) Liezel Huber (USA)                            | 3060   | 7    |
| 7 | Zheng Jie (CHN) Chan Yung-jan (TPE)                            | 2720   | 11   |
| 8 | Maria Kirilenko (RUS) Agnieszka Radwańska (POL)                | 2560   | 8    |
| 9 | Vania King (USA) Yaroslava Shvedova (KAZ)                      | 2457   | 6    |
| 10 | Nadia Petrova (RUS) Samantha Stosur (AUS)                      | 2365   | 7    |

## WTA Præmiepenge Rangliste
Skabelon:As of
| #   | Land | Spiller             | Single     | Double   | Mixed  | år-til-date |
| --- | ---- | ------------------- | ---------- | -------- | ------ | ----------- |
| 1.  | USA  | Serena Williams     | $3.707.007 | $559.004 | $0     | $4.266.011  |
| 2.  | USA  | Venus Williams      | $1.664.552 | $559.004 | $0     | $2.223.556  |
| 3.  | ITA  | Francesca Schiavone | $1.803.188 | $87.068  | $0     | $1.890.256  |
| 4.  | SRB  | Jelena Janković     | $1.601.046 | $28.937  | $0     | $1.629.983  |
| 5.  | AUS  | Samantha Stosur     | $1.394.787 | $168.251 | $4.257 | $1.567.295  |
| 6.  | DEN  | Caroline Wozniacki  | $1.439.786 | $27.641  | $0     | $1.467.427  |
| 7.  | RUS  | Vera Zvonareva      | $1.341.561 | $117.394 | $2.128 | $1.461.083  |
| 8.  | BEL  | Kim Clijsters       | $1.406.728 | $7.025   | $8.595 | $1.422.348  |
| 9.  | BEL  | Justine Henin       | $1.401.960 | $0       | $0     | $1.401.960  |
| 10. | FRA  | Aravane Rezaï       | $1.159.265 | $21.296  | $0     | $1.180.561  |

## Pointfordeling
| Beskrivelse                               | V    | F    | SF                                                                          | QF                                                                          | R16                                                                         | R32                                                                         | R64                                                                         | R128                                                                        | QLFR                                                                        | Q3 | Q2 | Q1 |
| ----------------------------------------- | ---- | ---- | --------------------------------------------------------------------------- | --------------------------------------------------------------------------- | --------------------------------------------------------------------------- | --------------------------------------------------------------------------- | --------------------------------------------------------------------------- | --------------------------------------------------------------------------- | --------------------------------------------------------------------------- | -- | -- | -- |
| Grand Slam (S)                            | 2000 | 1400 | 900                                                                         | 500                                                                         | 280                                                                         | 160                                                                         | 100                                                                         | 5                                                                           | 60                                                                          | 50 | 40 | 2  |
| Grand Slam (D)                            | 2000 | 1400 | 900                                                                         | 500                                                                         | 280                                                                         | 160                                                                         | 5                                                                           | -                                                                           | 48                                                                          | -  | -  | -  |
| WTA Tour Championships (S)                | +450 | +360 | (230 for hver vundne round robin match 70 for hver tabte round robin match) | (230 for hver vundne round robin match 70 for hver tabte round robin match) | (230 for hver vundne round robin match 70 for hver tabte round robin match) | (230 for hver vundne round robin match 70 for hver tabte round robin match) | (230 for hver vundne round robin match 70 for hver tabte round robin match) | (230 for hver vundne round robin match 70 for hver tabte round robin match) | (230 for hver vundne round robin match 70 for hver tabte round robin match) | -  | -  | -  |
| WTA Tour Championships (D)                | 1500 | 1050 | 690                                                                         | -                                                                           | -                                                                           | -                                                                           | -                                                                           | -                                                                           | -                                                                           | -  | -  | -  |
| Premier Mandatory (96S)                   | 1000 | 700  | 450                                                                         | 250                                                                         | 140                                                                         | 80                                                                          | 50                                                                          | 5                                                                           | 30                                                                          | -  | 20 | 1  |
| Premier Mandatory (64S)                   | 1000 | 700  | 450                                                                         | 250                                                                         | 140                                                                         | 80                                                                          | 5                                                                           | -                                                                           | 30                                                                          | -  | 20 | 1  |
| Premier Mandatory (28/32D)                | 1000 | 700  | 450                                                                         | 250                                                                         | 140                                                                         | 5                                                                           | -                                                                           | -                                                                           | -                                                                           | -  | -  | -  |
| Premier 5 (56S)                           | 900  | 620  | 395                                                                         | 225                                                                         | 125                                                                         | 70                                                                          | 1                                                                           | -                                                                           | 30                                                                          | -  | 20 | 1  |
| Premier 5 (28D)                           | 900  | 620  | 395                                                                         | 225                                                                         | 125                                                                         | 1                                                                           | -                                                                           | -                                                                           | -                                                                           | -  | -  | -  |
| Premier (56S)                             | 470  | 320  | 200                                                                         | 120                                                                         | 60                                                                          | 40                                                                          | 1                                                                           | -                                                                           | 12                                                                          | -  | 8  | 1  |
| Premier (32S)                             | 470  | 320  | 200                                                                         | 120                                                                         | 60                                                                          | 1                                                                           | -                                                                           | -                                                                           | 20                                                                          | 12 | 8  | 1  |
| Premier (16D)                             | 470  | 320  | 200                                                                         | 120                                                                         | 1                                                                           | -                                                                           | -                                                                           | -                                                                           | -                                                                           | -  | -  | -  |
| Commonwealth Bank Tournament of Champions | +180 | +170 | (70 point til hver deltagende spiller 90 for hver vundne round robin match) | (70 point til hver deltagende spiller 90 for hver vundne round robin match) | (70 point til hver deltagende spiller 90 for hver vundne round robin match) | (70 point til hver deltagende spiller 90 for hver vundne round robin match) | (70 point til hver deltagende spiller 90 for hver vundne round robin match) | (70 point til hver deltagende spiller 90 for hver vundne round robin match) | (70 point til hver deltagende spiller 90 for hver vundne round robin match) | –  | –  | -  |
| International (56S)                       | 280  | 200  | 130                                                                         | 70                                                                          | 30                                                                          | 15                                                                          | 1                                                                           | –                                                                           | 10                                                                          | –  | 6  | 1  |
| International (32S)                       | 280  | 200  | 130                                                                         | 70                                                                          | 30                                                                          | 1                                                                           | –                                                                           | –                                                                           | 16                                                                          | 10 | 6  | 1  |
| International (16D)                       | 280  | 200  | 130                                                                         | 70                                                                          | 1                                                                           | –                                                                           | –                                                                           | –                                                                           | –                                                                           | –  | –  | -  |

## Pension
Følgende spiller træk sig tilbage fra top Tennis i 2010:
- Marta Marrero[2]
- Camille Pin[3]
- Virginia Ruano Pascual (still playing)
- Mara Santangelo[4] (still to compete in doubles)
- Nicole Vaidišová[5]

## References
1. ↑  "2010 WTA calendar" (PDF). sonyericssonwtatour.com. Arkiveret fra originalen (PDF) 7. oktober 2009. Hentet 2009-09-05.
2. ↑  "´Abandono el tenis por una lesión de tobillo´" (spansk). La Provincia. 2010-01-23. Hentet 2010-05-28.
3. ↑  "Camille Calls Time On Career". Sony Ericsson WTA Tour. 2010-05-28. Arkiveret fra originalen 29. maj 2010. Hentet 2010-05-28.
4. ↑  "Mara: "Lascio il singolare"" (italiensk). Italian Tennis Federation. 2010-05-26. Hentet 2010-05-28.
5. ↑  "Vaidisova hangs up racket at 20". ABC Sport. 2010-03-18. Hentet 2010-05-28.

## Eksterne links
- Women's Tennis Association (WTA) official website Arkiveret 22. december 2008 hos  Wayback Machine
- International Tennis Federation (ITF) official website